# Oliver St. John Gogarty
Oliver Joseph St. John Gogarty (Dublino, 17 agosto 1878 – New York, 22 settembre 1957) è stato un medico, poeta e scrittore irlandese, ricordato fra i più importanti intellettuali di Dublino.
Oliver St. John Gogarty è stato a lungo negli Stati Uniti, ma sempre vicino alla sua patria e vicino ai nazionalisti irlandesi, nonché tra i fondatori, con Arthur Griffith, del partito politico Sinn Féin nel 1905. Fu molto legato anche a Michael Collins, un altro dei padri fondatori della libera Irlanda.
Gogarty è stato "fellow" del prestigioso Royal College of Surgeons irlandese.
È stato giocatore di calcio nel Preston North End e, in seguito, nel Bohemian F.C. e bronzo olimpico per la letteratura nel 1924.
È ricordato come l'ispiratore della figura di Buck Mulligan dell'Ulisse di James Joyce. Buck era il compagno di camera di Stephen Dedalus e Joyce gli fa recitare diverse prose composte, nella realtà, da Gogarty.
Un famoso pub nel rinomato Temple Bar, il quartiere turistico di Dublino, è dedicato a questa grande figura di intellettuale irlandese.
Un festival letterario si svolge invece nella casa della famiglia, situata nell'ovest d'Irlanda, nella regione del Connemara.

## Opere
- An Offering of Swans (1923)
- Wild Apples (1928)
- As I Was Going down Sackville Street (1937)
- Others to Adorn (1938)
- I Follow St Patrick (1938)
- Mad Grandeur (1941)
- Intimations (1950)
- It Isn't This Time of Year at All! An Unpremeditated Autobiography (US edition, Spring 1954; London, MacGibbon & Kee, Autumn 1954)
- Tumbling in the Hay
- Collected Poems (1954)
- A Week End in the Middle of the Week (1958)
- Rolling Down the Lea
- Mourning Became Mrs Spendlove
- Mr Petunia
- Perennial
- Going Native